# Plus fort que le silence
Ne doit pas être confondu avec Plus fort que le silence (téléfilm).
Pour plus de détails, voir Fiche technique et Distribution.
Plus fort que le silence (漂亮妈妈, Piàoliang māma, litt. "Jolie Maman") est un film dramatique chinois coécrit, produit et réalisé par Sun Zhou, sorti en 2000.
Ce film a été proposé au 73e cérémonie des Oscars pour l'Oscar du meilleur film en langue étrangère, mais n'a pas été retenu parmi les films nommés.

## Synopsis
Une mère célibataire lutte pour élever son enfant sourd et pour lui faire entrer à l'école malgré les autorités chinoises.

## Fiche technique
- Titre : Plus fort que le silence
- Titre original : 漂亮妈妈 (Piāoliàng māma)
- Titre anglais : Breaking the Silence
- Réalisation : Sun Zhou
- Scénario : Liu Heng, Shao Xiaoli et Sun Zhou
- Direction artistique : Quan Rongzhe
- Costumes : Guo Qi et Zhao Yuxing
- Photographie : Lü Yue
- Montage : Muqing Nancy et Zhai Ru
- Musique : Zhao Jiping
- Productions : Huang Yong, Zhao Xindian, Sun Mian (exécutif) et Sun Zhou (exécutif)
- Société de production : Guangdong Sanjiu Film
- Société de distribution :
- Pays d'origine : Chine
- Langue : mandarin, Langue des signes chinoise
- Format : Couleurs — 1.66 — 35 mm — Son Dolby SR
- Durée : 90 minutes
- Dates de sortie :
  -  Allemagne : 13 février 2000 au Festival international du film de Berlin
  -  France : 28 février 2001
  -  Belgique : 1er août 2001

## Distribution
- Gong Li (V. F. : Françoise Cadol) : Sun Liying
- Gao Xin : Zheng Da
- Shi Jingming : Fang Zipin
- Guan Yue : Zheng Peidong
- Li Chengru : Jia
- Lü Liping : Jiao

## Sortie
Ce film a été présenté, le 13 février 2000, en avant-première au Festival international du film de Berlin sous le titre international de Breaking the Silence.

## Distinctions

### Récompenses
- 2000 — Coq d'or de la meilleure actrice, Gong Li
- 2000 — Netpac Award du meilleur réalisateur, Sun Zhou, au Festival du film international à Hawaï
- 2000 — Prix de la meilleure actrice, Gong Li, au Festival des films du monde de Montréal
- 2000 — Film of Merit au Shanghai Film Critics Awards
- 2000 — Prix de la meilleure actrice, Gong Li, au Shanghai Film Critics Awards
- 2001 — Hundred Flowers Award de la meilleure actrice, Gong Li
- 2001 — Hundred Flowers Award du meilleur film
- 2001 — Golden Phoenix Award de la meilleure actrice, Gong Li

### Nominations
- 2000 — Coq d'or de la meilleure photographie, Lü Yue
- 2000 — Coq d'or du meilleur film
- 2000 — Grand Prix des Amériques, Sun Zhou, au Festival des films du monde de Montréal